# Martin Truex Jr.
Martin Lee Truex Jr. (Mayetta, Nueva Jersey, 29 de junio de 1980) es un piloto de automovilismo estadounidense. Fue piloto a tiempo completo de NASCAR Cup Series entre 2006 y 2024. Ganó el campeonato en la temporada 2017, mientras que ha resultado subcampeón en 2018, 2019 y 2021.
Compitió con el equipo Dale Earnhardt, Inc. desde 2004 hasta 2008, Earnhardt Ganassi en 2009, Michael Waltrip Racing desde 2010 hasta 2013, y Furniture Row desde 2014 hasta 2018. Su último equipo fue el Joe Gibbs Racing.

## Carrera deportiva

### Primeros años
Truex Jr. comenzó a competir a los 11 años cuando subió al volante de un kart. En 2000 comenzó a competir en la NASCAR Camping World East Series con el equipo de su familia, donde disputa esa y las próximas tres temporadas. En 62 carreras logró 5 victorias, 32 top 10, y 13 poles.

### NASCAR

#### 2001-2005
Truex Jr., debutó en la Busch Series en 2001 para el equipo familiar, pero en el 2004 su primera temporada completa en la categoría para Chance 2 Motorsports. En ese año lograría ser campeón de la categoría 6 victorias, 26 top 10, y 7 poles. También hizo sus primeras dos carreras en la Copa NASCAR, en el Chevy N.º 1 para Dale Earnhardt, Inc., donde terminó 37 en Atlanta, y 32 en Homestead.
Truex se quedó en la Serie Busch para defender su campeonato en 2005, ganando el título por segunda temporada consecutiva,  con 6 victorias, 22 top 10, y 3 poles. También hizo 7 apariciones por Copa NASCAR para Dale Earnhadt Inc., logrando como mejor resultado un séptimo puesto en la Coca-Cola 600.

#### DEI (2006-2009)
En 2006, Truex compitió en la Copa NASCAR a tiempo completo para DEI. Logró dos top 5, pero terminó decimonoveno en el campeonato. En 2007, Truex consiguió su primera victoria en la Copa en Dover y se metió en la Caza por la Copa, y terminó 11º en puntos al final de la temporada. No ganó en 2008, pero tuvo once top-diez y terminó 15º en los puntos.
Al comienzo de la temporada de 2009, Dale Earnhardt Inc. se fusiona con el equipo de Chip Ganassi, y llamándose Earnhardt Ganassi Racing. Truex comenzó el año ganando la pole para las 500 Millas de Daytona, pero solo 1 top 5, y 6 top 10, terminado 23º en los puntos, en lo que sería su última temporada con Earnhardt Ganassi Racing.

#### Waltrip (2010-2013)

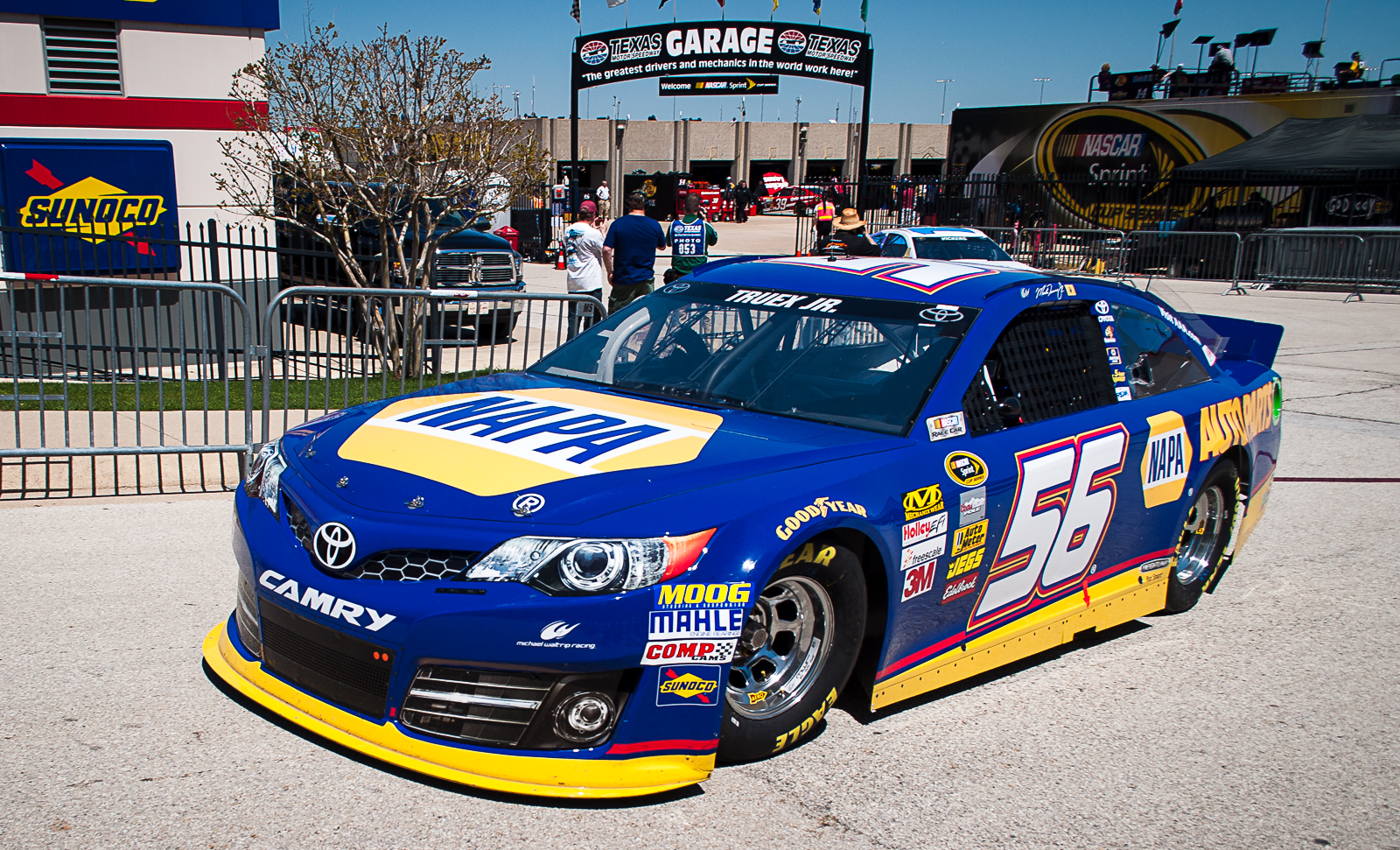
Toyota Camry número 56 de Martin Truex Jr. en 2013.

A la conclusión de la temporada 2009, Truex dejó Earnhardt Ganassi Racing para conducir un Toyota #56 de Michael Waltrip Racing en 2010.
En 2012, se metió por segunda vez en la Caza por la Copa NASCAR, terminando en el puesto 11º en los puntos, con 7 top 5, y 19 top 10, en lo que sería su mejor temporada en la categoría.
En Sonoma 2013, Truex logró su segunda victoria en la Copa NASCAR, con ocho segundo de ventaja sobre Jeff Gordon; además rompió una racha de 218 carreras sin victorias. Con un total de siete top 5 y 15 top 10, se ubicó 16º en el campeonato.

#### Furniture Row (2014-2018)
Truex cambió de equipo para 2014, pasando a conducir un Toyota de Michael Waltrip a un Chevrolet de Furniture Row Racing. Consiguió un cuarto puesto y 4 top 10 adicionales para concluir 24° en el campeonato.
En 2015, Truex acumuló 17 top 10 en la temporada regular, destacando un triunfo en Pocono en junio. Se clasificó a la Caza, donde mantuvo una gran regularidad, y avanzó a la fase final en Homestead. En la última carrera, fue el peor de los cuatro finalistas, terminando 12° en la carrera, y cuarto en el campeonato. Al año siguiente, al ganar las 600 Millas de Charlotte y las 500 Millas Sureñas de Darlington en las 26 primeras fechas del campeonato regular, le permitió avanzar a la Caza por la Copa. A pesar de que en la primera ronda logró dos victorias, quedó eliminado en la segunda ronda, al tener rotura de motor en Talladega 2. Finalmente, concluyó 11º con 8 top 5 y 17 top 10.

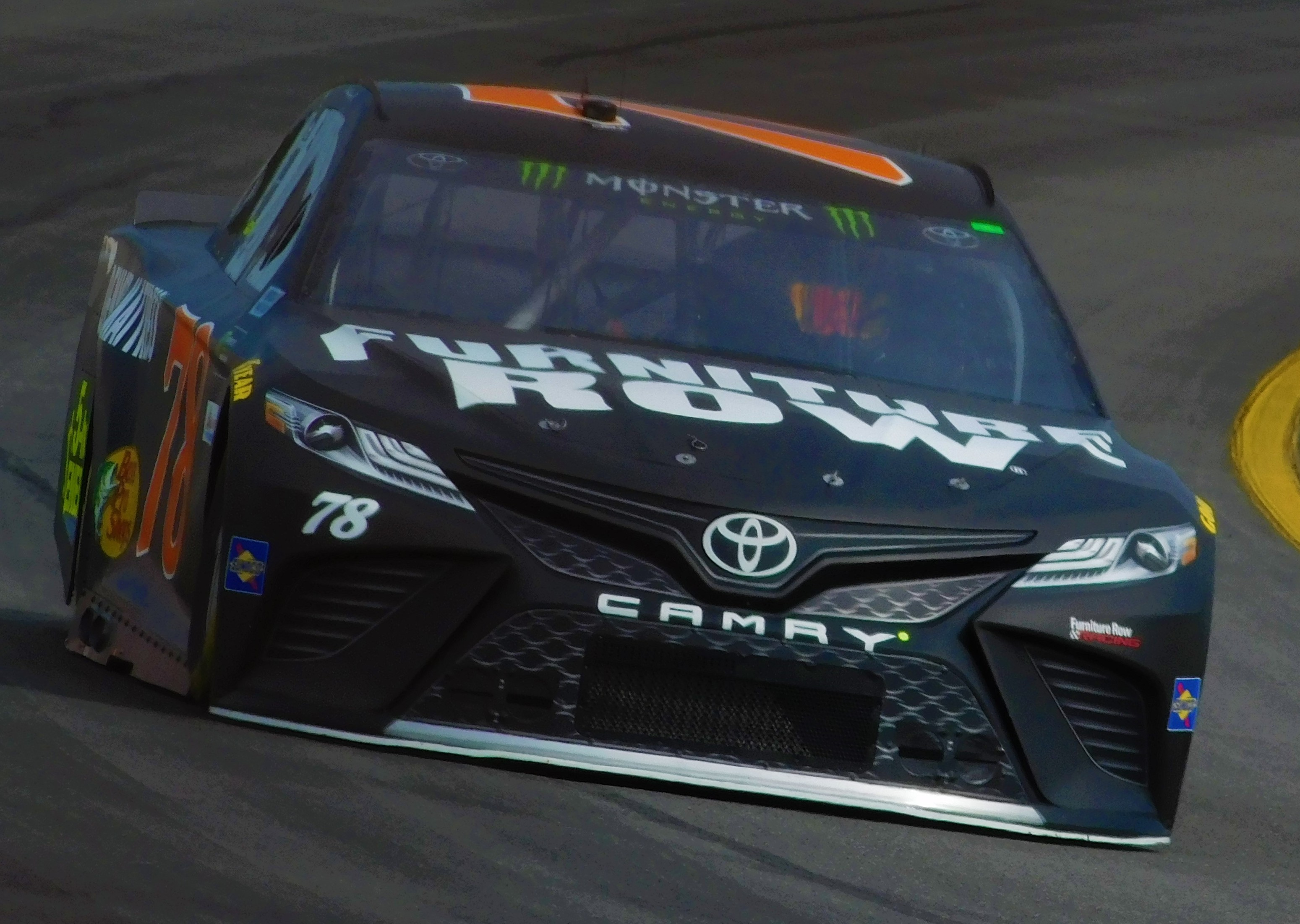
Truex en 2017, año de su título.

En 2017, Martin Truex Jr. obtuvo su primera victoria en Las Vegas. A lo largo del año, obtuvo victorias en Kansas, Kentucky y Watkins Glen. Además, ganó el campeonato de la temporada regular y acumuló puntos importantes para los playoffs. Allí, Truex continuó su racha ganadora, con triunfos en Chicagoland, Charlotte y Kansas nuevamente. Alcanzó la final y, en la última carrera en Homestead-Miami, ganó el campeonato de la Cup Series.
Al año siguiente, Truex ganó en cuatro ocasiones y obtuvo 20 top 5, pero finalizó segundo en la carrera por el campeonato por detrás del finalista Joey Logano, ubicándose segundo en la tabla de pilotos.

#### Joe Gibbs Racing (2019-2024)
El abandono de Furniture Row Racing de la competición le dejó como agente libre, y fue fichado por Joe Gibbs Racing para conducir el Toyota Camry número 19. Obtuvo siete victorias en la temporada y llegó a la carrera por el campeonato en Homestead, en donde terminó en segundo lugar por detrás de Kyle Busch, repitiendo el subcampeonato para Truex. Al año siguiente, Truex triunfó en Martinsville, siendo la única victoria de la temporada, y tuvo 14 llegadas entre los primeros cinco. Quedó eliminado en la tercera ronda de la postemporada, finalizado séptimo en el campeonato general.

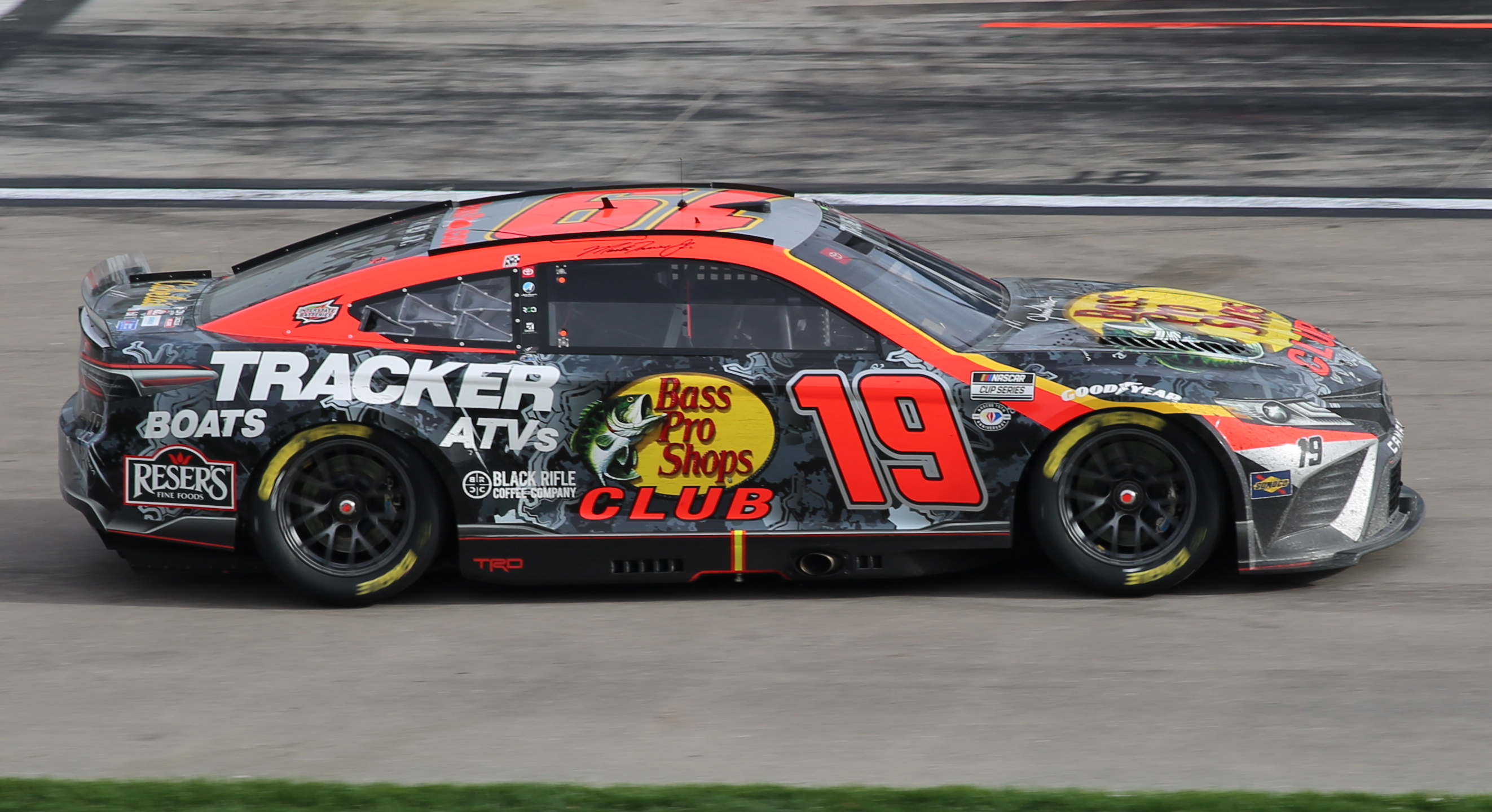
Camry n.º18 de Martin Truex Jr. en 2023.

En 2021, Truex obtuvo cuatro triunfos y 13 top 5 en la temporada, clasificándose para la ronda por el título. Finalizó segundo en la carrera final y subcampeón en el campeonato, detrás de Kyle Larson. En 2022, completó la temporada de NASCAR sin victorias, aunque logró buenos resultados, finalizando la temporada regular en el cuarto lugar del campeonato. Sin embargo, no logró clasificar a los playoffs, quedando fuera por tres puntos.
En 2023, Truex rompió una racha de 54 carreras sin ganar al triunfar en Dover y ganó también en Sonoma y New Hampshire, obteniendo el campeonato de la temporada regular. Luego, su rendimiento cayó notablemente y quedó fuera de los playoffs en la segunda ronda.
En 2024, Truex anunció su retiro a tiempo completo al finalizar la temporada. Aunque no ganó en la temporada regular, se mantuvo constante y logró clasificar a los playoffs, de los cuales fue eliminado en la primera ronda.